# Nykeynesianism
Nykeynesianism är en nationalekonomisk teori med arv från idéer som presenterades av den engelske ekonomen John Maynard Keynes från 1930-talet. 
Nykeynesiansk teori bygger på antagandet om att priser och löner är trögrörliga. Detta i kombination med diverse marknadsmisslyckanden tyder på att marknaden kan misslyckas att nå full sysselsättning. Således argumenterar nykeynesianer för att en aktiv stabiliseringspolitik i form av finanspolitik och penningpolitik kan skapa ett effektivare utfall än vad laissez faire-politik skulle.